# Berbice
Berbice és una regió situada al voltant del riu Berbice a la Guaiana, que entre el 1627 i el 1815 va ser una colònia dels Països Baixos. Després de la seva cessió al Regne Unit de la Gran Bretanya i Irlanda el 1815, va ser ajuntada amb Essequibo i Demerara per formar la colònia de la Guaiana britànica, el 1831. El 1966 la Guaiana britànica es va independitzar com a Guyana.
Després de ser una possessió hereditària de la família Van Peere, la colònia va estar gestionada per la Societat de Berbice durant la segona meitat del període colonial, de la mateixa forma que ho va ser la veïna colònia del Surinam, que aleshores estava governada per la Societat del Surinam. La capital de Berbice va ser Fort Nassau fins al 1790. Aquell any, la ciutat de Nova Amsterdam, que va créixer al voltant del Fort Sint Andries, va passar a ser la capital de la colònia.

## Història
Berbice va ser creat el 1627 per l'home de negocis Abraham van Peere, provinent de Vlissingen, auspiciat per la Companyia Holandesa de les Índies Occidentals. Fins al 1714, la colònia va mantenir-se com una possessió personal de la família Van Peere i els seus descendents. Se sap molt poc sobre els anys en què aquesta família va regentar la colònia, tret de que van aconseguir rebutjar un atac anglès el 1665 en el marc de la Segona guerra Anglo-Holandesa.
Sembla que hi van haver diverses disputes entre la segona Companyia de les Índies Occidentals, que va ser fundada per substituir la primera, que havia entrat en bancarrota el 1674, i la família Van Peere. Aquestes es van resoldre el 14 de setembre de 1678 quan es va signar una carta que establia que Berbice era un feu hereditari de la Companyia, en possessió de la família Van Peere.
El novembre de 1712 Berbice va ser ocupada, breument, pels francesos, liderats per Jacques Cassard, en el marc de la Guerra de Successió Espanyola. La família Van Peere es va negar a pagar el rescat que els francesos volien imposar per alliberar la colònia i, per evitar que la colònia acabés essent cedida a França, els germans Nicolaas i Hendrik van Hoorn, Arnold Dix, Pieter Schuurmans i Cornelis van Peere van pagar el rescat el 24 d'octubre de 1714, aconseguit així la propietat de la mateixa.
El 1720, els cinc propietaris de la colònia van fundar la Societat de Berbice, copiant el model de la Societat del Surinam, que governava la colònia veïna, per aconseguir més capital per la colònia. En els anys següents, la situació econòmica de Berbice va millorar, consistent en 12 plantacions propietat de la societat, 93 plantacions privades situades al voltant del riu Berbice, i 20 plantacions situades al voltant del riu Canje.
El 1733, el poble que havia sorgit al voltant del Fort Nassau va passar a ser anomenat Nova Amsterdam (en neerlandès: Nieuw Amsterdam). El fort i el pobla van ser abandonats el 1785 en favor del Fort Sint Andries, situat més a prop del mar, a la confluència amb el riu Canje. El nou poble també va rebre el nom de Nova Amsterdam, i encara es coneix per aquest nom en la Guyana contemporània.
La situació econòmica relativament estable de la colònia va patir un sotrac sever quan es va produir un aixecament d'esclaus, liderats per Cuffy, el febrer de 1763. L'alçament es va allargar fins al 1764, moment en què Cuffy es va autoanomenar governador de Berbice. Només gràcies a l'ús de la violència bruta, el governador Wolfert Simon van Hoogenheim va aconseguir suprimir definitivament l'alçament, restaurant a la colònia el domini neerlandès.

## Administradors

### Època neerlandesa

#### Comandant de Berbice
- Matthijs Bergenaar (1666–1671)
- Cornelis Marinus (1671–1683)
- Gideon Bourse (1683–1684)
- Lucas Coudrie (1684–1687)
- Matthijs de Feer (1687–1712)
- Steven de Waterman (1712–1714)
- Anthony Tierens (1714–1733)

#### Governador de Berbice
- Bernhardt Waterman (1733–1740)
- Jan Andries Lossner (1740–1749)
- Jan Frederik Colier (1749–1755)
- Hendrik Jan van Rijswijck (1755–1759)
- Wolfert Simon van Hoogenheim (1760–1764)
- Johan Heijlinger (1764–1767)
- Stephen Hendrik de la Sabloniere (1768–1773)
- Johan Christoffel de Winter (1773–1774)
- Isaac Kaecks (1774–1777)
- Peter Hendrik Koppiers (1e maal) (1778 - 27 feb. 1781)
- Robert Kingston (27 feb. 1781 - 1782)
- Louis Antoine Dazemard de Lusignan (1782)
- Armand Guy Simon de Coëtnempren, count of Kersaint (1782)
- Georges Manganon de la Perrière (1783–1784)
- Peter Hendrik Koppiers (2e maal) (1784–1789)
- Abraham Jacob van Imbijze van Batenburg (first term, acting until 1794) (1789–1796)
- J.C.W. Herlin en G. Kobus (en funcions) (27 de març de 1802 - Setembre de 1803)
- Abraham Jacob van Imbijze van Batenburg (segon mandat) (Juny de 1804 - 1806)

### Època britànica

#### Lieutenant Governor of Berbice
- Robert Nicholson (1803–1807)
- James Montgomery (1807–1809)
- William Woodly (1809–1810)
- Samuel Dalrymple (1810)
- Robert Gordon (1er cop) (1810–1812)
- John Murry (1812–1813)
- Robert Gordon (2n cop) (1813)
- Grant (en funcions) (1813–1814)
- Henry William Bentinck (1814–1820)
- Thistlewayte (en funcions) (1820–1821)
- J. Cameron (en funcions) (1821)
- Henry Beard (1821 - 21 de juliol de 1831)